# Белорусская Википедия
Белору́сская Википе́дия (бел. Беларуская Вікіпедыя, также Белору́сская Википе́дия в официальном правописании, бел. Беларуская Вікіпедыя афіцыйным правапісам) — раздел Википедии на белорусском языке в официальной орфографии.
По количеству статей белорусская Википедия занимает 45-е место среди языковых разделов Википедии.

## История

### Начальный этап (2004—2006)
Википедия на белорусском языке была запущена весной 2004 года. Первая запись по-белорусски на главной странице этого раздела появилась 6 апреля 2004 года, первые статьи — 12 августа. После этого на протяжении двух с половиной лет в белорусской Википедии сосуществовали все орфографии белорусского языка. Кроме официальной нормы, именуемой её противниками «наркомовкой», и различных вариантов тарашкевицы использовались деясловица, шуповка и другие. Из-за сосуществования разных правописаний могли существовать по 2 статьи об одном объекте, например «Гішпанія» и «Іспанія». Также в белорусской Википедии использовалась и латиница, что было разрешено правилами. Такая неурегулированность вопросов сосуществования в разделе нескольких орфографий тормозили развитие раздела, вызывая конфликты и «войны орфографических правок». Ещё одной проблемой для раздела была русскоязычность большей части жителей Беларуси.
21 февраля 2005 года число статей в разделе достигло 1000, а 6 декабря — 2000.

### Конфликт и разделение проекта (2006—2007)
В феврале 2006 года группа недовольных ситуацией в проекте участников обратилась на Мета-вики с запросом об открытии нового языкового раздела, основанного на использовании исключительно официальной нормы орфографии белорусского языка. Первая заявка была отклонена, но в декабре того же года создана новая. Появился белорусский раздел в официальном правописании в Вики-инкубаторе. К этому моменту общий белорусский раздел насчитывал около 3800 статей в обеих орфографиях. Обращение переросло в конфликт — другая группа участников начала кампанию в интернете (в основном в блогосфере), направленную на недопущение открытия раздела на «наркомовке». При этом инициаторы открытия нового раздела назывались «наркоманами» (игра слов с наркомовка, бел. наркамаўка) и раскольниками, официальное правописание — «коммунистическим», а сама инициатива — вредящей «белорусскости». Некоторые блогеры призывали регистрироваться на Мета-вики и голосовать против открытия раздела, инструкции по голосованию прилагались.
При этом не рассматривалась возможность сосуществования двух норм внутри одного раздела. Например, первоначально существовало две китайские Википедии, так как многие иероглифы в континентальном Китае в своё время были упрощены и по написанию отличаются от тех, что используются в остальных китаеязычных регионах мира. Проблема была решена с помощью внесения изменений в движок вики, после чего стала возможна автоматическая конвертация между полными и упрощёнными формами по выбору пользователя, для этого рядом с вкладками наверху страницы были добавлены ещё три кнопки: «полные», «упрощённые», «изначальный вариант». После этого в китайской Википедии смогли принимать участие пользователи как из континентального Китая, так и из Тайваня, Гонконга и других китаеязычных сообществ и диаспор по всему миру. Сербская Википедия также содержит систему преобразования текста и поэтому любую статью можно просмотреть в разных вариантах — на кириллице и на латинице, что отражает употребление обеих этих систем письма в Сербии и Черногории.
27 марта 2007 года по решению Фонда Викимедиа был осуществлён перенос существовавшего (общего) белорусского раздела, насчитывавшего около 6700 статей, на адрес be-x-old.wikipedia.org, дальнейшую его судьбу планировалось решить позже. Удовлетворение заявки на создание раздела в официальной орфографии было осуществлено не через создание нового домена с запрашиваемым префиксом bel:, а путём переноса содержания «наркомовского» Вики-инкубатора, содержащего на тот момент более 3565 статей, на освобождённый домен be.wikipedia.org. Это решение вызвало крупный скандал в белорусском сегменте интернета, сопровождающийся протестами целого ряда белорусских участников Википедии. Сайт geektimes.ru так описывал работу сайта be.wikipedia.org в тот день:

Ещё сегодня утром по адресу be.wikipedia.org была статья, написанная классическим правописанием. Теперь она уничтожена и открывается незаполненная страница. Но пока ещё остался логотип с надписью классическим правописанием.

Вместе с первой статьёй исчезли все статьи, что были созданы, начиная с 2004 года. Также ранее зарегистрированные пользователи не могут теперь входить под своими логинами. «Ошибка входа: Не существует участника или участницы. Проверьте написание, либо используйте форму ниже, чтобы создать новый аккаунт участника или участницы», — такие слова видят бывшие пользователи белорусской «Вікіпэдыі» при попытке войти на сайт.
В тот же день участник Yury Tarasievich разместил на главной странице проекта сообщение:

ВНИМАНИЕ. Это белорусскоязычный проект, который создаётся исключительно на нормативном белорусском языке. Постановлением властей Википедии он перенесён под это доменное название. ЭТО НЕ ПРЕЖНИЙ ПРОЕКТ BE.WIKIPEDIA.ORG.
Предыдущее содержимое, вследствие несоответствия техническим стандартам, которыми руководствуется Википедия, перенесено в отдельный раздел, судьба и название которого будут уточняться — руководством Википедии.
Коллектив этого проекта не делает таких постановлений и не имеет на них влияния. Нам не сообщили заранее, так же как и вам. А те, кто анонимно вандалит тут, не делают ничего полезного, и, по неофициальной информации, даже вредят, причем именно «классическому» проекту.
Коллеги википедисты, мы хорошо знаем, что для многих белорусский язык не язык, если он нормативный — поэтому, пожалуйста, осмотритесь, действительно ли вы хотите сотрудничать в проекте, который принципиально работает только в нормативном варианте белорусского языка.
Оригинальный текст (бел.)УВАГА. Гэта беларускамоўны праект, якая робіцца выключна ў нарматыўнай беларускай мове. Пастановаю уладаў Вікіпедыі ён перанесены пад гэтую даменную назву. ГЭТА НЕ РАНЕЙШЫ ПРАЕКТ BE.WIKIPEDIA.ORG.

Папярэдняе змесціва, з прычыны неадпаведнасці тэхнічным стандартам, якімі кіруецца Вікіпедыя, перанесена ў асобны раздзел, лёс і назва якога будуць удакладняцца -- уладамі Вікіпедыі.
Калектыў гэтага праекту не робіць такіх пастаноў і не мае на іх уплыву. Нам не паведамілі загадзя, гэтаксама як і вам. А тыя, хто ананімна вандаліць тут, не робяць нічога карыснага, і, паводле неафіцыйнай інфармацыі, нават шкодзяць, прычым менавіта "клясычнаму" праекту.

Калегі вікіпедысты, мы добра ведаем, што шмат каму беларуская мова не мова, калі яна нарматыўная -- дык, калі ласка, агледзьцеся, ці вы сапраўды хочаце супрацоўнічаць у праекце, які прынцыпова працуе толькі ў нарматыўным варыянце беларускай мовы.

### Современный этап

Логотип на 200 тысяч статей

15 марта 2008 года в белорусской Википедии в официальном белорусском правописании создана 10-тысячная статья.
16 мая 2010 года в белорусской Википедии в официальном правописании создана 20-тысячная статья.
28 июля 2010 года в белорусской Википедии в официальном правописании был запущен проект Звязнасць (аналогичный проекту Связность в русской Википедии), участниками которого был проведён анализ связности статей, показавший, что почти четверть статей в разделе являются изолированными.
16 ноября 2010 года в белорусской Википедии в официальном правописании создана 25-тысячная статья — Рудольф I Габсбург.
29 ноября 2010 года на форуме Википедии в официальном правописании был поднят вопрос о необоснованности (в соответствии с Википедия:АИ) использования на главной странице проекта Википедия названия «Академическая» (бел. Акадэмічная) касательно официального правописания. Само определение «Академическая» вместо изначального «Наркомовка» (бел. Наркамаўка) было предложено администратором Википедии в данном правописании Yury Tarasievich без приведения каких-либо источников. Тем не менее предложение совместного обращения с целью изменения названия на «Официальная» (бел. Афіцыйная) в соответствии с приведёнными на форуме авторитетными источниками было встречено враждебно: в частности, в случае подобного обращения высказывалась угроза симметричных действий.
22 августа 2012 года раздел белорусской Википедии в официальном правописании обогнал по количеству статей раздел белорусской Википедии в классическом правописании (46 045 статей к 46 044). Активный редактор и арбитр русскоязычного раздела Марк Бернштейн объясняет это тем, что приток новых редакторов в Википедию в официальном белорусском правосписании куда больший, чем носителей белорусского языка на «тарашкевице».
15 сентября 2012 года число статей в разделе белорусской Википедии в официальном правописании превысило 50 000.
31 мая 2013 года число статей в разделе белорусской Википедии в официальном правописании превысило 60 000.
15 марта 2014 года число статей в разделе белорусской Википедии в официальном правописании превысило 70 000.
27 ноября 2014 года число статей в разделе белорусской Википедии в официальном правописании превысило 77 777.
28 января 2015 года число статей в разделе белорусской Википедии в официальном правописании превысило 80 000.
28 августа 2015 года количество статей в разделе белорусской Википедии в официальном правописании превысило 100 000. К тому моменту раздел занимал 53 место.
18 января 2017 года была создана 125 000-я статья, а 31 января 2018 года количество статей превысило 150 000. 31 декабря 2020 года количество статей превысило 200 000. 18 января 2025 года была создана 250 000-я статья.
3 февраля 2025 года белорусская Википедия обогнала эстонскую по количеству статей и заняла 45-е место. 8 мая 2025 года белорусская Википедия обогнала словацкую по количеству статей и заняла 44-е место.

## Статистика просмотров по странам
| Белорусская Википедия | Белорусская Википедия | Белорусская Википедия | Белорусская Википедия | Белорусская Википедия |
| --------------------- | --------------------- | --------------------- | --------------------- | --------------------- |
| Беларусь              |                       |                       | 34.3 %                |                       |
| США                   |                       |                       | 21.0 %                |                       |
| Германия              |                       |                       | 14.8 %                |                       |
| Франция               |                       |                       | 6.4 %                 |                       |
| Великобритания        |                       |                       | 3.4 %                 |                       |
| Канада                |                       |                       | 3.2 %                 |                       |
| Украина               |                       |                       | 2.4 %                 |                       |
| Россия                |                       |                       | 3.1 %                 |                       |
| Другие                |                       |                       | 13.8 %                |                       |